# You Can't Do That on Stage Anymore, Vol. 4
You Can't Do That on Stage Anymore, Vol. 4 je dvoj CD, sestavené z živých nahrávek Franka Zappy, nahraných v letech 1969 – 1988 a vydané v roce 1991.

## Seznam skladeb
Všechny skladby napsal Frank Zappa, pokud není uvedeno jinak.

### Disk 1
1. "Little Rubber Girl" – (2:56) – (Zappa, Denny Walley)
2. "Stick Together" – (2:04)
3. "My Guitar Wants to Kill Your Mama" – (3:19)
4. "Willie the Pimp" – (2:06)
5. "Montana" – (5:46)
6. "Brown Moses" – (2:37)
7. "The Evil Prince" – (7:11)
8. "Approximate" – (1:49)
9. "Love of My Life" – (1:58)
10. "Let's Move to Cleveland" – (7:10)
11. "You Call That Music?" – (4:07)
12. "Pound for a Brown" – (6:29)
13. "The Black Page" – (5:14) – (1984 version)
14. "Take Me Out to the Ball Game" – (3:01) – (Jack Norworth, Albert Von Tilzer)
15. "Filthy Habits" – (5:39)
16. "The Torture Never Stops - Original Version" – (9:14) – (zpěv Captain Beefheart)

### Disk 2
1. "Church Chat" – (1:59)
2. "Stevie's Spanking" – (10:50)
3. "Outside Now" – (6:09)
4. "Disco Boy" – (2:59)
5. "Teen-Age Wind" – (1:54)
6. "Truck Driver Divorce" – (4:46)
7. "Florentine Pogen" – (5:09)
8. "Tiny Sick Tears" – (4:29)
9. "Smell My Beard" – (4:30) – (George Duke, Zappa)
10. "The Booger Man" – (2:46) – (Duke, Napoleon Brock, Zappa)
11. "Carolina Hard-Core Ecstasy" – (6:27)
12. "Are You Upset?" – (1:29)
13. "Little Girl of Mine" – (1:40) – (Morris Levy, Herbert Cox)
14. "The Closer You Are" – (2:04) – (Earl Lewis, Morgan Robinson)
15. "Johnny Darling" – (0:51) – (Louis Statton, Johnny Statton)
16. "No, No Cherry" – (1:25) – (L. Caesar, J. Gray)
17. "The Man from Utopia" – (1:15) – (Donald Woods, Doris Woods)
18. "Mary Lou" – (2:15) – (Obie Jessie)